# 스가마촌 (후쿠시마현)
스가마촌(須釜村)은 후쿠시마현 이시카와군에 설치되었던 촌이다. 1955년 3월 31일 스가마촌, 이즈미촌 등 2개 촌이 합병하여 다마카와촌이 신설되고 폐지되었다.

## 지리
다마카와촌 동부가 스가마촌이 있던 곳이다.

## 역사
- 1889년 4월 1일 - 정촌제 시행에 의해 6개 촌이 합병해 이시카와군 스가마촌이 성립하였다.
- 1955년 3월 31일 - 스가마촌, 이즈미촌 등 2개 촌이 합병하여 다마카와촌이 신설되고, 스가마촌 등은 폐지되었다.

## 인구
- 1889년 2,020
- 1920년 2,893
- 1935년 3,225
- 1947년 3,829

## 참고 문헌
- 角川日本地名大辞典編纂委員会『가도카와 일본 지명 대사전 7 福島県』、가도카와 쇼텐、1981年 ISBN 4-04-001070-1
- 日本加除出版株式会社編集部『全国市町村名変遷総覧』、日本加除出版、2006年、ISBN 4-8178-1318-0